# Elkov-Kasper

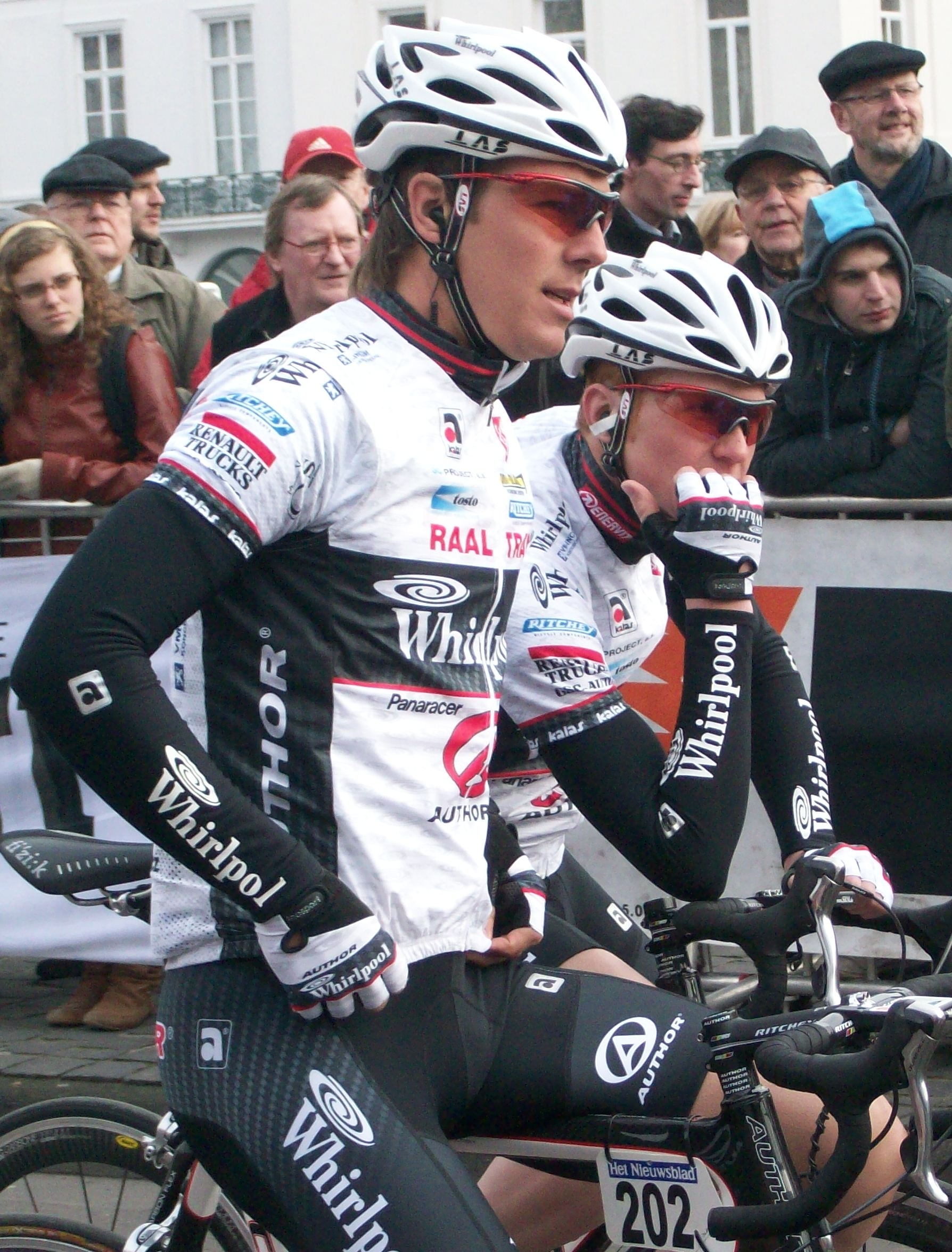
Vojtěch Dlouhý im Trikot der Mannschaft 2009

Elkov-Kasper ist ein tschechisches Radsportteam mit Sitz in Hradec Králové.

## Organisation und Geschichte
Das Team wurde 2005 gegründet und besaß bis 2007 eine Lizenz als UCI Continental Team, 2008 und 2009 als Professional Continental Team und ab 2010 wieder als Continental Team. Es nimmt hauptsächlich an Rennen der UCI Europe Tour teil. Manager und Sportlicher Leiter seit der Saison 2024 ist Petr Kaltofen, der von 2008 bis 2010 selbst als Fahrer für das Team aktiv war.
Bei den UCI Continental Circuits ist das Team regelmäßig erfolgreich, die bisher erfolgreichste Saison war im Jahr 2015 mit 15 Saisonsiegen. Ehemaliger Fahrer mit den meisten Siegen ist André Schulze, der von 2008 bis 2010 acht Siege einfuhr.

## Saison 2025
Mannschaft
| Teamkader 2025          | Teamkader 2025   | Teamkader 2025 | Teamkader 2025                               |
| Name                    | Geburtsdatum     | Land           | Vorheriges Team                              |
| ----------------------- | ---------------- | -------------- | -------------------------------------------- |
| Adam Bittman            | 4. Januar 2006   | Tschechien     |                                              |
| Michael Boroš           | 9. August 1992   | Tschechien     | Pauwels Sauzen-Vastgoedservice (2018)        |
| Milan Kadlec            | 27. April 2004   | Tschechien     | Development Team dsm-firmenich PostNL (2024) |
| Jakub Kuba              | 24. Juli 2005    | Tschechien     |                                              |
| Adam Kubelka            | 8. Mai 2005      | Tschechien     |                                              |
| Daniel Mráz             | 22. März 2004    | Tschechien     |                                              |
| Adam Pešek              | 8. März 2006     | Tschechien     |                                              |
| Tomáš Přidal            | 2. Februar 2004  | Tschechien     |                                              |
| Michal Schlegel         | 31. Mai 1995     | Tschechien     | Caja Rural-Seguros RGA (2024)                |
| Matúš Štoček            | 12. März 1999    | Slowakei       | ATT Investments (2024)                       |
| Jakub Ťoupalík          | 17. Juli 2001    | Tschechien     | EF Education-Nippo Development (2023)        |
| Matej Zahálka           | 4. Dezember 1993 | Tschechien     | SKC Tufo Prostějov (2017)                    |
| Štěpán Zahálka          | 3. März 2006     | Tschechien     |                                              |
|                         |                  |                |                                              |
| Quelle: ProCyclingStats |                  |                |                                              |

Erfolge
| Siege | Siege  | Siege | Siege  | Siege  | Siege |
| Datum | Rennen | Staat | Klasse | Sieger |       |
| ----- | ------ | ----- | ------ | ------ | ----- |

## Bisherige Saisonerfolge
| Rennserie                 | 2005 | 2006 | 2007 | 2008 | 2009 | 2010 | 2011 | 2012 | 2013 | 2014 | 2015 | 2016 | 2017 | 2018 | 2019 | 2020 | 2021 | 2022 | 2023 | 2024 |
| ------------------------- | ---- | ---- | ---- | ---- | ---- | ---- | ---- | ---- | ---- | ---- | ---- | ---- | ---- | ---- | ---- | ---- | ---- | ---- | ---- | ---- |
| UCI ProSeries             | -    | -    | -    | -    | -    | -    | -    | -    | -    | -    | -    | -    | -    | -    | -    | -    | -    | -    | -    | -    |
| UCI Continental Circuits  | 7    | 9    | 5    | 3    | 8    | 12   | 5    | 3    | -    | 3    | 6    | 4    | 12   | 12   | 10   | 2    | 8    | 11   | 8    | 4    |
| nationale Meisterschaften | -    | 1    | 3    | 1    | 1    | 1    | 2    | -    | -    | 1    | -    | -    | -    | 3    | 3    | 2    | 1    | 2    | 1    | 4    |

## Ehemalige Fahrer
- Ondřej Sosenka (2000, 2008)
- Martin Mareš (2002–2004)
- František Raboň (2002–2005)
- Jan Faltýnek (2004–2006)
- Radek Blahut (2005–2006)
- Georgios Tentsos (2006–2007)
- René Andrle (2006–2008)
- Matthias Friedemann (2009)
- Danilo Hondo (2009)
- Patrik Sinkewitz (2009)
- Matej Jurčo (2012)

## Platzierungen in UCI-Ranglisten
UCI-Weltrangliste
| World Ranking | World Ranking | World Ranking           | World Ranking |
| Jahr          | Teamwertung   | Einzelwertung           |               |
| ------------- | ------------- | ----------------------- | ------------- |
| 2016          | —             | Alois Kaňkovský (498. ) |               |
| 2017          | —             | Josef Černý (170. )     |               |
| 2018          | —             | Josef Černý (168. )     |               |
| 2019          | 40.           | Jan Bárta (217. )       |               |
| 2020          | 36.           | Adam Ťoupalík (164. )   |               |
| 2021          | 33.           | Adam Ťoupalík (282. )   |               |
| 2022          | 33.           | Jakub Otruba (334. )    |               |
| 2023          | 54.           | Adam Ťoupalík (262. )   |               |
| 2024          | 57.           | Tomáš Přidal (502. )    |               |
|               |               |                         |               |
| Quelle: UCI   |               |                         |               |

UCI-Weltrangliste (bis 2004)
| Saison | Mannschaftswertung | Fahrerwertung          |
| ------ | ------------------ | ---------------------- |
| 2000   | 3. (GSIII)         | Ondřej Sosenka (392.)  |
| 2001   | 9. (GSIII)         | František Trkal (584.) |
| 2002   |                    |                        |
| 2003   | 54. (GSIII)        | Martin Mareš (1453.)   |
| 2004   | 18. (GSIII)        | Jan Faltýnek (453.)    |

UCI Asia Tour
| Saison    | Mannschaftswertung | Fahrerwertung      |
| --------- | ------------------ | ------------------ |
| 2005      |                    | Martin Mareš (3.)  |
| 2006      |                    |                    |
| 2007      | 20.                |                    |
| 2008      |                    |                    |
| 2009      | 30.                | Danilo Hondo (48.) |
| 2010-2016 | -                  | -                  |

UCI Europe Tour
| Saison | Mannschaftswertung | Fahrerwertung            |
| ------ | ------------------ | ------------------------ |
| 2005   | 18.                | František Raboň (12.)    |
| 2006   | 21.                | Stanislav Kozubek (134.) |
| 2007   | 42.                | Tomáš Bucháček (183.)    |
| 2008   | 63.                | André Schulze (102.)     |
| 2009   | 20.                | Danilo Hondo (28.)       |
| 2010   | 23.                | André Schulze (56.)      |
| 2011   | 43.                | Petr Benčík (154.)       |
| 2012   | 58.                | Tomáš Bucháček (281.)    |
| 2013   | 60.                | Jiří Hudeček (136.)      |
| 2014   | 45.                | Paweł Cieślik (85.)      |
| 2015   | 39.                | Alois Kaňkovský (50.)    |
| 2016   | 45.                | Alois Kaňkovský (280.)   |
| 2017   | 20.                | Josef Černý (60.)        |
| 2018   | 14.                | Josef Černý (56.)        |